# Karaage

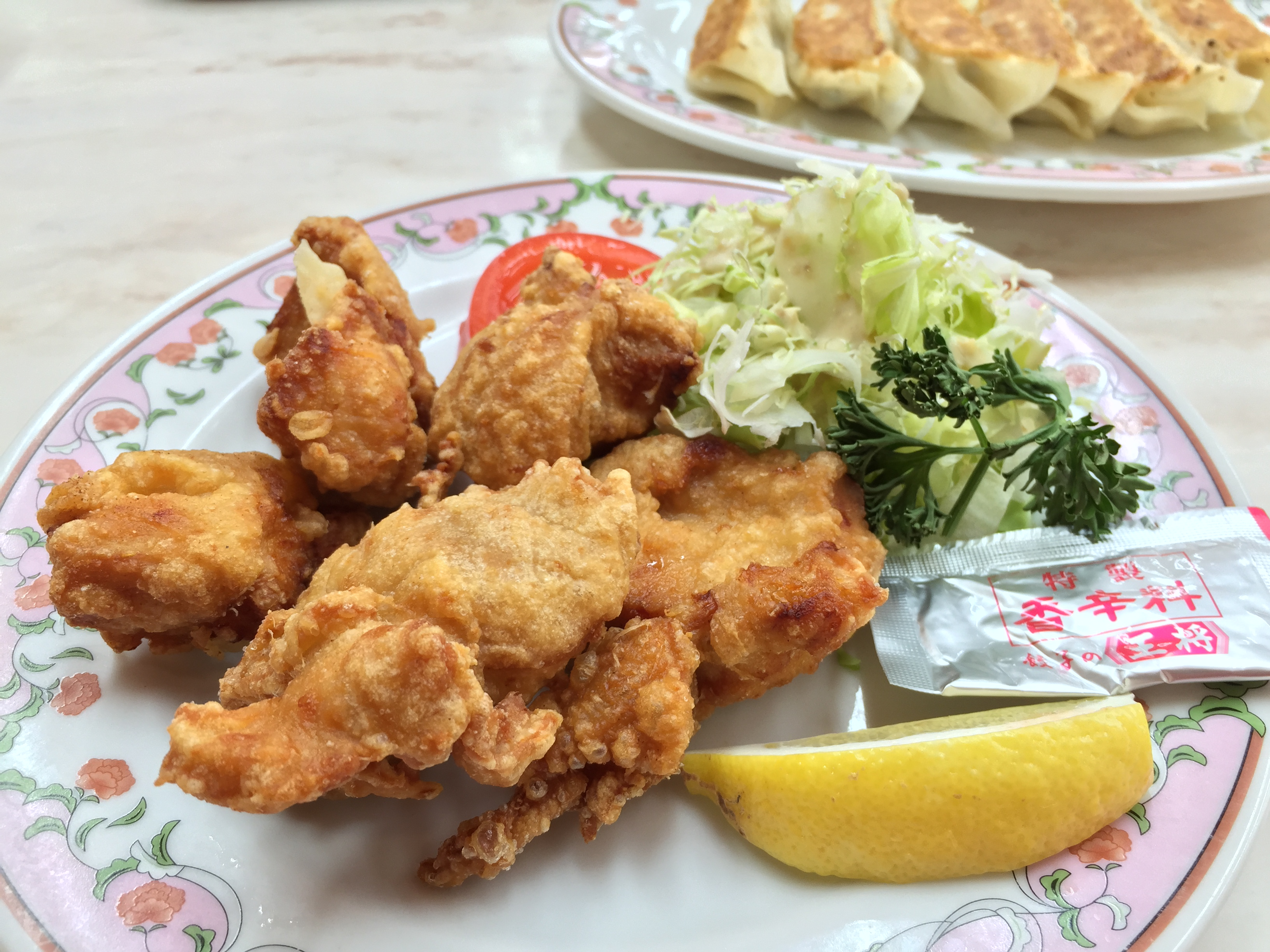
Karaage de pollo.

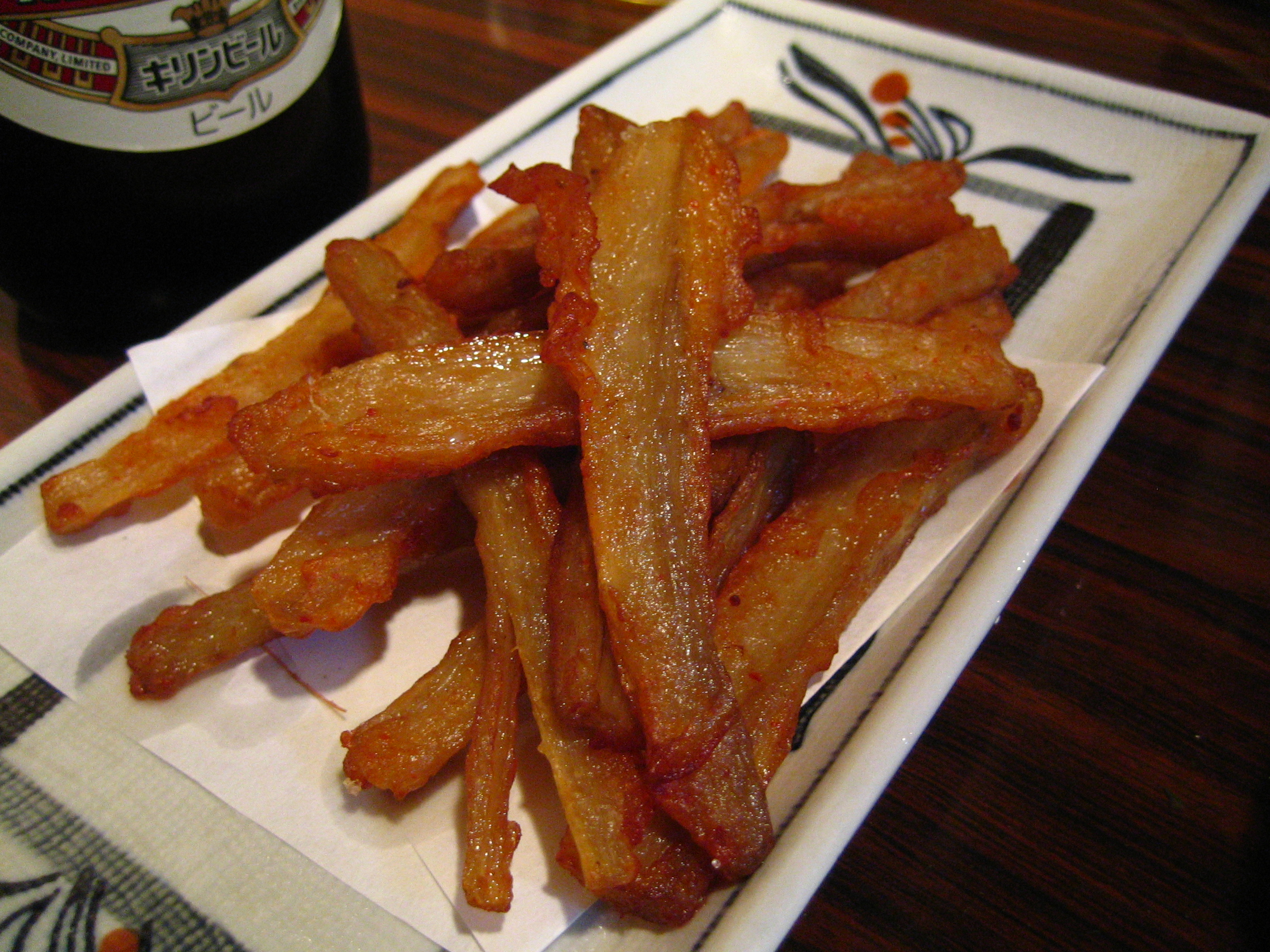
Karaage de gobo.

El karaage (空揚げ o 唐揚げ o から揚げ?) es una técnica culinaria japonesa en la que diversos ingredientes —comúnmente carne, y en especial la de pollo— se fríen en aceite. Se elabora marinando trozos pequeños del ingrediente en salsa de soja, ajo y jengibre, recubriéndolos ligeramente entonces con una mezcla condimentada de harina de trigo o fécula de patata y friéndolos ligeramente en aceite, de forma parecida a la tempura.